# Skype
Skype (МФА: [skaɪ̯p], «Скайп») — существовавшее ранее условно-бесплатное программное обеспечение, обеспечивало текстовую, голосовую и видеосвязь через сеть Интернет между компьютерами (IP-телефония), опционально используя технологии пиринговых сетей, а также платные услуги для звонков на мобильные и стационарные телефоны по всему миру. Являлось проприетарным программным обеспечением с закрытым исходным кодом.
По состоянию на конец 2010 года у программы было 663 млн зарегистрированных пользователей. В 2020 году — 40 миллионов активных пользователей в день. На 2011 год большинство разработчиков и 44 % работников общего отдела находилось в Эстонии — Таллине и Тарту.
Программа также позволяла совершать конференц-звонки, видеозвонки (до 50 абонентов, включая инициатора), а также обеспечивала передачу текстовых сообщений (чат) и передачу файлов. Присутствовала возможность вместе с изображением с веб-камеры передавать изображение с экрана монитора, а также создавать и отправлять видеосообщения пользователям настольных версий программы.
5 мая 2025 года Skype прекратил свою работу.

## История
Компания Skype Technologies была основана в 2003 году шведом Никласом Зеннстрёмом и датчанином Янусом Фриисом. В создании программы Скайп участвовали эстонские программисты Ахти Хейнла (эст. Ahti Heinla), Прийт Касесалу (эст. Priit Kasesalu) и Яан Таллинн (эст. Jaan Tallinn), создавшие ранее программу для файлообмена KaZaA.
Первые версии программы (0.97, 0.98) появились в сентябре—октябре 2003 года на сайте, декларирующем себя как шведский. Программа имела простой интерфейс, изначально адаптированный под голосовую связь, в отличие от мессенджеров вроде ICQ и MSN Messenger. Skype при инсталляции сам выбирал язык локализации Windows и имел более простую и быструю регистрацию логина, чем в конкурирующих программах. Простота установки, освоения и использования программы привлекли к ней внимание большого числа пользователей.
В версии 1.2 впервые появился автоответчик (Voicemail), а начиная с версии 1.3 любой его владелец мог оставить сообщения другим пользователям, даже если они не использовали эту услугу. В версии 1.2 также появилась функция SkypeIn, позволяющая связать учётную запись Skype с телефонным номером.
Начиная с версии 1.4 появилась возможность перенаправления звонков на другие учётные записи Skype, а также на обычные телефоны.
В версии 2.0 впервые появилась возможность видеосвязи[когда?], а в 2.5 — возможность отправки SMS, организации SkypeCast (эта технология официально отключена с 1 сентября 2008 года) и интеграции с Microsoft Outlook.
В марте 2007 года в версии 3.1 появился сервис SkypeFind, который позволяет пользователям создавать список фирм и давать к ним описание, в этой же версии реализован Skype Prime. В августе 2007 года вышла версия 3.5 для Windows, в которой появилась поддержка видео в профиле пользователя, возможность вставлять видео в чат, реализованы функции перенаправления звонка другому пользователю или группе и автоповтора вызова.
30 января 2008 года вышла версия программы для Sony PSP. 13 марта 2008 года выпущен Skype 2.0 для Linux с поддержкой видеоконференций. 26 декабря 2008 года вышла версия 1.0.0 для Nokia Nst-4.
3 февраля 2009 года выпущена версия 4.0 для Windows. 31 марта 2009 года выпущен клиент для iPhone. 12 мая 2009 года прекращена поддержка конференций. 9 ноября 2009 года выпущена панель инструментов для MS Outlook
19 февраля 2010 года прекращена поддержка Skype Lite (Skype для Java-телефонов) и Skype для Windows Mobile. Со 2 сентября 2010 года реализована поддержка офлайн-сообщений в чате. 5 октября 2010 года выпущен клиент для Android. В выпущенной 14 октября 2010 года версии 5.0 для Windows добавлена возможность совершать групповые видеозвонки.
1 января 2011 года опубликована версия клиента для iPhone и iPod touch c поддержкой видео.
10 мая 2011 года корпорация Microsoft приобрела компанию-разработчика программы за 8,5 млрд долларов; начиная с этого момента все права на Skype перешли Microsoft. В версии 5.3 для Windows от 16 июня 2011 года появилась интеграция с Facebook через чат программы. В обновлении от 13 сентября (с 5.5.113 до 5.5.117) осуществлена поддержка Windows 8.
23 февраля 2012 года Skype зафиксировал свой новый рекорд — одновременно в сети присутствовало 32 млн пользователей VoIP-сервиса. 27 февраля 2012 года выпущена бета-версия приложения для пользователей Windows Phone 7 c поддержкой видео в сетях 3G, 4G и Wi-Fi, с 23 апреля 2012 года доступна официальная версия. 25 апреля 2012 года выпущен Skype для PlayStation Vita, 14 июня 2012 года — версия 4.0 для Linux. 13 сентября сервис перешёл на аудиокодек Opus. В версии 6.0 для Windows, вышедшей 24 октября 2012 года, реализована возможность аутентификации через социальную сеть Facebook или сервисы Microsoft. 29 октября 2012 года выпущена специальная версия программы для Windows 8, 11 ноября того же года — ознакомительная версия для платформы Windows Phone 8. 13 ноября 2012 года вышла версия для iOS с поддержкой незадолго до этого выпущенного устройства iPhone 5.
В выпуске программы от 10 января 2013 года реализована интеграция с почтовым клиентом Outlook. С 29 января 2013 Microsoft прекратила поддержку Windows Live Messenger, полностью переключившись на развитие Skype. В версии для Windows 8 от 22 февраля 2013 года добавлена возможность совместного использования файлов, позволяющая пользователям обмениваться документами в режиме мгновенных сообщений. Выпущенная 27 февраля 2013 года версия 3.2 для платформы Android адаптирована под 7-дюймовые планшеты. К 1 июля 2013 года количество загрузок программы для Android достигло 100 миллионов. С 13 декабря 2013 года в Skype для Android обеспечена поддержка технологии PiP.
7 апреля 2014 года Microsoft объявила о создании Skype TX — специального решения на базе Skype для телестудий и радиостанций. С 29 апреля 2014 года стали бесплатными групповые видеоконференции.
В сентябре 2014 года прекращена поддержка для телефонов с платформой Symbian.
В октябре 2017 года компания Microsoft объявила об интеграции своего голосового помощника «Кортана» с сервисом Skype, в результате чего мессенджер получил элементы искусственного интеллекта. Skype с встроенной Cortana доступен для платформ iOS и Android.
В феврале 2019 года в Skype добавлена функция размытия фона во время видеозвонка.

### Закрытие
В июле 2019 года Microsoft впервые объявила, что Skype для бизнеса вскоре прекратит существование. В конце апреля 2021 года Microsoft выпустила ещё одно напоминание организациям о том, что Skype для бизнеса завершится 31 июля 2021 года и им следует перейти на Microsoft Teams.
В феврале 2025 года компания Microsoft объявила, что 5 мая Skype окончательно прекратит свою работу, и предложила перейти на использование Microsoft Teams.
5 мая 2025 года Skype остановил свою работу. Теперь его сайт содержит информацию о переходе на Microsoft Teams, а также функции по экспортированию данных из Skype. В январе 2026 года данные пользователей сервиса будут удалены. 

## Оборот и статистика
| Год  | Квартал | Учётных записей, млн | Пользователей в сети, млн | Звонков внутри Skype, млрд минут | Звонков SkypeOut, млрд минут | Доход, млн долл. |
| ---- | ------- | -------------------- | ------------------------- | -------------------------------- | ---------------------------- | ---------------- |
| 2005 | IV      | 74,7                 | 10,8                      | —                                | —                            | —                |
| 2006 | IV      | 171,2                | 21,2                      | 7,6                              | 1,5                          | 66               |
| 2007 | IV      | 276,3                | 27,0                      | 11,9                             | 1,6                          | 115              |
| 2008 | IV      | 405                  | 36,5                      | 20,5                             | 2,6                          | 145              |
| 2009 | IV      | 560                  | —                         | —                                | —                            | —                |
| 2010 | IV      | 663                  | —                         | —                                | —                            | —                |
| 2011 | IV      | —                    | —                         | —                                | —                            | —                |
| 2012 | IV      | —                    | —                         | —                                | 160                          | —                |
| 2013 | IV      | —                    | —                         | —                                | 214                          | —                |
| 2014 | IV      | —                    | —                         | —                                | —                            | —                |
| 2015 | IV      | —                    | —                         | —                                | —                            | —                |
| 2016 | IV      | —                    | —                         | —                                | —                            | —                |
| 2017 | IV      | —                    | —                         | —                                | —                            | —                |
| 2018 | IV      | —                    | —                         | —                                | —                            | —                |
| 2019 | IV      | —                    | —                         | —                                | —                            | —                |
| 2020 | IV      | —                    | —                         | —                                | —                            | —                |
| 2021 | IV      | —                    | —                         | —                                | —                            | —                |

Один пользователь может иметь более одной учётной записи.
Объём международных голосовых звонков через Skype является значительным. Он стал лидером по трафику голосовых звонков.
| Год  | Объём международного рынка голосовых звонков |
| ---- | -------------------------------------------- |
| 2005 | 2,9 %                                        |
| 2006 | 4,4 %                                        |
| 2008 | 8 %                                          |
| 2010 | 13 %                                         |
| 2011 | 28 %                                         |
| 2012 | 34 %                                         |
| 2013 | 36 %                                         |
| 2014 | 40 %                                         |

## Технология
Skype был одним из первых успешных проектов по IP-телефонии.
В отличие от многих других программ IP-телефонии, для передачи данных Skype изначально использовал децентрализованную P2P-архитектуру. Каталог пользователей Skype был распределён по компьютерам пользователей сети Skype, что позволяло сети легко масштабироваться до очень больших размеров (десятки миллионов пользователей) без увеличения дорогой инфраструктуры централизованных серверов.
Skype мог маршрутизировать звонки через компьютеры других пользователей. Это позволяет соединяться друг с другом пользователям, находящимся за NAT или брандмауэром, однако создавало дополнительную нагрузку на компьютеры и каналы пользователей, подключённых к Интернету напрямую.
Единственным центральным элементом для Skype является сервер идентификации, на котором хранятся учётные записи пользователей и резервные копии их списков контактов. Центральный сервер нужен только для установки связи. После того, как связь установлена, компьютеры могли пересылать голосовые данные напрямую друг другу (если между ними есть прямая связь) или через Skype-посредник — суперузел. Ранее в качестве суперузла мог выступать любой компьютер, у которого есть внешний IP-адрес и открыт TCP-порт для Skype, однако затем все суперузлы были перенесены на серверы Microsoft.
Протокол Skype закрыт и не документирован и может использоваться только оригинальным программным обеспечением Skype. Существует API, с помощью которого можно предоставить доступ к его функциям программам сторонних разработчиков. С июня 2014 года оригинальный протокол объявлен устаревшим, вместо него Skype использует протокол MSNP24; с августа 2014 года оригинальный протокол был отключен на серверах.

### Передача аудиоданных
Голосовой чат позволял разговаривать как с одним пользователем, так и устраивать конференц-связь.
Благодаря использовавшимся Skype кодекам (алгоритмам сжатия данных) SILK (8—24 кГц), G.729 (8 кГц) и G.711 (ранее использовались также ILBC и ISAC) и при достаточной скорости интернет-соединения (30—60 кбит/с) в большинстве случаев качество звука было сопоставимо с качеством обычной телефонной связи, а при хороших условиях соединения — заметно выше.
При установке соединения между ПК аудиоданные шифровались при помощи AES-256, для передачи ключа которого, в свою очередь, использовался 1024-битный ключ RSA. Открытые ключи пользователей сертифицировались центральным сервером Skype при входе в систему с использованием 1536- или 2048-битных сертификатов RSA.
При голосовом звонке и широкополосном подключении к Интернету расходовалось примерно одинаковое количество входящего и исходящего трафика. В сумме средний объём трафика составляет около 500 кбайт/минуту (10 минут — ~5 Мбайт; 100 минут — ~50 Мбайт).

### Передача видеоданных
Для видео используются кодеки VP7 (до версии 5.5), VP8 для видео стандартного качества и H.264 — для видео 720p и 1080p. Для стабильного использования видеосвязи необходима скорость интернет-соединения более 200 кбит/с и желателен процессор тактовой частотой не менее 1 ГГц.
При видеозвонке количество трафика примерно в 10 раз больше, чем при голосовом. Для высокоскоростных соединений и более шумных видеопотоков с веб-камеры может передаваться большее количество трафика. Приблизительные объёмы составляют около 5 Мбайт в минуту.
С февраля 2019 года Skype добавила возможность размытия фона при видеозвонках.

### Текстовые сообщения и пересылка файлов
Skype позволяет пользователям общаться не только с помощью голоса, но и более традиционным способом — с помощью текстовых сообщений (IM-чата). Skype позволяет устраивать групповые текстовые чаты.
Используется свой набор «смайликов», хранится история (на сервере — до 30 дней). Также предоставляются обычные для IM-чатов возможности — профили пользователя, индикаторы состояния (статус) и так далее.
Skype предоставляет возможность обмена файлами до 300 Мб и со стандартными опциями временной приостановки пересылки и автоматического возобновления при подключении после потери связи или выключении программы Skype до конца передачи файла.
Начиная с версий 7.0 для macOS и 6.21 для Windows 7 программа Skype стала поддерживать форматирование текста при написании мгновенных сообщений. Для форматирования текста используется особый язык разметки:
- *Полужирный текст*: Полужирный текст
- _Наклонный текст_: Наклонный текст
- ~Зачёркнутый текст~: Зачёркнутый текст
- {code}Моноширинный текст{code}: Моноширинный текст

### Суперузлы
До 2011—2012 годов клиент Skype мог становиться суперузлом (supernode) в случае, если у него есть внешний IP-адрес и открыт порт TCP для Skype. При этом потреблялись значительные количества Интернет-трафика при включенном Skype, даже в тех случаях, когда на клиенте не использовались аудио- и видеочаты. В режиме суперузла Skype пропускал через себя «чужой» трафик по принципу работы пиринговой сети.
После приобретения сети компанией Microsoft, примерно с 2011—2012 годов, все суперузлы и каталог пользователей реализуются на серверах компании, а пользовательским клиентам Skype запрещается продвижение до суперузлов. С помощью централизации суперузлов Microsoft увеличила возможности по масштабированию сети, добавила возможность антивирусной проверки пересылаемых по сети сообщений и ссылок, содержащихся в них.

## Безопасность и защита данных
Условия использования Skype предусматривали доступность расшифрованных данных владельцу сети (Microsoft), работникам Microsoft или аффилированных компаний, а также провайдерам сети Интернет. Серверы Skype могли автоматически сканировать пересылаемые тексты и ссылки из него для борьбы со спамом и мошенничеством; некоторые ссылки могли удаляться из сообщений. В условиях также была оговорена допустимость перехвата и ручной обработки пересылаемых текстовых сообщений. Кроме того, закон CALEA (особенно после ужесточения его «Судом FISA») требовала от компании США, владеющей Skype, выполнения законных решений суда о прослушивании разговоров.
Незадолго до продажи Skype компании Ebay, в 2008—2009 году, был инициирован внутренний проект (Project Chess) по изучению юридических и технических способов передачи информации о звонках разведывательным агентствам и правоохранительным органам. В проекте участвовало менее десятка работников компании Skype.
3 июня 2011 года формат сообщений протокола Skype был изучен с помощью «обратной разработки». Исходный код программы, работающей по данному протоколу, оказался в сети Интернет. Позже код был удалён в соответствии с DMCA-запросом.
Официально подтверждённых разработчиком случаев расшифровки и/или перехвата данных в Skype не было зафиксировано до приблизительно 2008—2010 годов, и некоторые спецслужбы вне США выражали по этому поводу недовольство. Однако правоохранительные органы Австрии на встрече с провайдерами в местном Министерстве внутренних дел сообщили, что провели «законный перехват IP-трафика» 25 июня 2008 года. Аналогичное заявление прозвучало и от представителя органов внутренних дел Австралии. Благодаря очередной утечке информации стало известно о разработке фирмой Digitask программы перехвата онлайн-коммуникаций по заказу одного из министерств Баварии, а компания FaceTime разработала сканер защищённых IM-сообщений Skype. Кроме того, о наличии решений для прослушивания Skype объявили власти Швейцарии и российские спецслужбы. После приобретения компанией Microsoft передаваемые сообщения стали анализироваться на её серверах.
В январе 2018 года Skype, вслед за мессенджерами WhatsApp, Google Allo и Facebook Messenger, начал использовать «Signal Protocol» (алгоритм сквозного шифрования, разработанный компанией Open Whisper Systems); в iOS и Android стала доступна в тестовом режиме опция «Private Conversation».

## Платформы

Старый дизайн Skype в Linux

Программные клиенты Skype выпущены для macOS, iOS, Windows, Linux, Windows Phone, Open webOS, Android, PSP, Maemo, Xbox 360, PlayStation Vita, BlackBerry. Также была выпущена версия для Java, для устройства Kindle Fire HD и Xbox One, ранее выпускался клиент для Symbian. Поддержка Skype была предусмотрена во многих современных телевизорах: LG, Panasonic, Philips, Samsung, Sharp, Sony Bravia, Toshiba, Vizio, но большинство производителей не поддерживала Skype на наиболее старых версиях своих телевизоров.
В феврале 2010 года Skype прекратил разработку и поддержку клиентов для Windows Mobile и Skype Lite для Java. Соответствующие версии убраны с сайта Skype. 8 января 2013 года прекращена работа серверов, обслуживающих клиентов Skype Lite. Летом 2014 года была прекращена поддержка Skype для устройств на Symbian OS.

## Услуги

### Бесплатные услуги
- SkypeCast (от англ. Skype — программа VoIP и broadcasting — широковещание, иногда используется сокращённое «каст») — вид голосового общения группы пользователей программы Skype (до 150 человек). Внешне схож с конференц-звонком, однако, в отличие от него, устанавливается через центральный сервер, вследствие чего не предъявляет высоких требований к пропускной способности канала пользователя, инициировавшего разговор. Услуга больше не предоставляется.
- Skype Voicemail — голосовая почта. Услуга запущена 10 марта 2005 года. Позволяет записывать входящие сообщения, когда пользователь не в сети, и работает как автоответчик.
- SkypeMe — статус, который указывает, что данный абонент открыт для звонков со всего мира. Установка данного статуса привлекала пользователей, желающих попрактиковаться в иностранном языке, а также мошенников и спамеров[73], поэтому, начиная с 4 версии, статус SkypeMe удалён из программы.

### Платные услуги
- SkypeOut — звонки на телефоны. Позволяет совершать исходящие звонки на стационарные и мобильные телефоны в большинстве стран мира. Оплата поминутная, дифференцированная. Звонки на бесплатные номера (такие, как +1 800 в США) бесплатны, причём воспользоваться ими могут даже пользователи, не оплачивавшие услугу SkypeOut[74][75]. Также через SkypeOut производятся входящие Skype-звонки на телефон c мобильным приложением Skype Lite[76]. Через 180 дней после последнего звонка SkypeOut баланс истекает.
- SkypeIn — онлайновый номер. Позволяет получать телефонные звонки от пользователей традиционных телефонных сетей. При этом участник получает телефонный номер в одной из следующих стран: Австралия, Бразилия, Германия, Дания, Польша, Швеция, Швейцария, Финляндия, Эстония, Франция, Великобритания, США, Япония и Гонконг (Китай). Все входящие звонки на данный номер приходят на учётную запись Skype, а при положительном счёте возможна переадресация звонков на любой телефонный номер. В качестве бонуса к телефонному номеру компания Skype бесплатно предоставляет автоответчик на всё время использования номера. Российские онлайновые номера для Skype предоставляют некоторые операторы IP-телефонии.
- Номер Skype To Go — специальный номер доступа, на который можно позвонить с любого телефона (стационарного или мобильного) для того, чтобы связаться с другим номером по установленным тарифам, денежные средства при этом снимаются со счета Skype.
- Отправка SMS — возможность отправлять сообщения из программы Skype на мобильные телефоны.

### Услуги для бизнеса
Для корпоративного сегмента рынка Skype предлагает услугу Skype для SIP Open Beta и её более функциональную разновидность Skype Connect. Необходимое количество линий оплачивается ежемесячно.
Данные услуги позволяют компаниям обеспечить прямой доступ из своей корпоративной сети связи прямо в сеть Skype, а именно: принимать на офисные телефоны звонки из сети Skype и совершать с офисных телефонов звонки в сеть Skype. Доступ к сети Skype реализуется с помощью VoIP-шлюзов (через офисные аналоговые или цифровые АТС) или через IP-АТС компании. Совместимое со Skype оборудование выпускается такими поставщиками, как Avaya, Cisco, AddPac.

### Гаджеты и товары
Skype выпускает и продаёт различные товары для программы Skype. Например, беспроводной телефон RTX Dualphone 3088 для звонков без компьютера. Телефон позволяет звонить и принимать звонки как через Skype, так и в обычной телефонной сети без компьютера. Также Skype выпускает гарнитуры Freetalk Wireless — беспроводные наушники с USB-передатчиком для беспроводного общения по Skype, аппаратуру для видеозвонков (Freetalk Buddy Pack) и веб-камеры (Freetalk Connect 2).

## Проблемы

### Сбои
- 16 августа 2007 года сервис Skype был недоступен по всему миру[83].
- 22 и 23 декабря 2010 года сервис Skype был недоступен огромному количеству пользователей[84].
- 26—27 мая 2011 года — сбой Skype у отдельных пользователей по всему миру[85].
- 3 июня 2011 года произошёл первый случай взлома протокола Skype с утечкой исходного кода в Интернет[86].
- 7 июня 2011 года — сбой Skype по всему миру[87].
- 21 сентября 2015 года — технический сбой, из-за которого пользователи в разных странах не могли использовать сервис в течение семи часов[88].

### Skype и операторы сотовой связи
Клиент Skype можно было установить на совместимый смартфон или КПК, что обеспечивало значительую экономию средств по причине невысоких тарифов системы. Однако сотовые операторы не желали терять доход и всячески тормозили процесс. Так, крупнейший провайдер сотовой связи в Германии T-Mobile заявлял о намерении блокировать трафик интернет-телефонии Skype на смартфонах iPhone. Аналогичным образом поступила одна из крупнейших в США телекоммуникационных компаний AT&T, которой в дальнейшем под давлением FCC пришлось всё-таки разрешить Skype в сетях 3G и EDGE. Дело доходило до того, что лобби сотовых операторов пыталось запретить и Skype, и ICQ на территории России. Однако в сети оператора «Скай Линк» передача данных по протоколу Skype не тарифицировалась — в январе 2010 года компания ввела опцию «Безлимитный Skype» для абонентов Московского региона.

### Попытки запрета Skype

#### Азербайджан
12 мая 2017 года в Азербайджане после блокировок независимых оппозиционных новостных сайтов были заблокированы целиком (либо максимально ограничены, в плане скорости доступа к сервисам) любые звонки через Интернет, включая такие мессенджеры как Skype, WhatsApp и Telegram. Официальных заявлений со стороны правительства республики сделано не было, что вызвало у населения подозрения в сговоре среди высших эшелонов власти с целью получения выгоды.

#### Беларусь
В Беларуси услуги стационарной телефонной связи должны проходить через государственного оператора. Оказание услуг международной связи с использованием других сетей, включая Skype, без наличия специального разрешения (лицензии) Министерства связи и информатизации Республики Беларусь является нарушением законодательства. При этом законодательством не запрещено использование услуг телефонии по IP-протоколу (в том числе с помощью программного обеспечения Skype) для личного пользования.

#### Германия
Крупнейшая европейская телекоммуникационная компания Deutsche Telekom заявила о намерении блокировать Skype при попытке использования её с iPhone.

#### Китай
В январе 2011 года власти Китая запретили жителям страны пользоваться услугами всех поставщиков услуг интернет-телефонии, включая популярный сервис Skype, кроме официальных провайдеров China Telecom.
При попытке скачать Skype с официального сайта пользователям из Китая предлагалась специальная версия программы от TOM Online, использующая фильтрацию передаваемых сообщений.

#### Объединённые Арабские Эмираты
Доступ к Skype мог быть заблокирован аппаратными средствами: подобные решения были у Verso Technologies и Cisco Systems, которыми пользуется крупнейший китайский провайдер China Telecom. До марта 2010 года аналогичным образом Skype блокировали в ОАЭ.

#### Россия
В России периодически возникали предложения запретить Skype, указывая в качестве аргументов угрозу безопасности, связанную с шифрованием разговоров и отсутствием подключения к СОРМ. В 2010 году были предложены решения СОРМ, способные обнаружить и перехватить трафик Skype, но не расшифровать его.
Активную борьбу против Skype вела компания «МегаФон», пытавшаяся ограничить доступ к сервисам Skype в своих сетях и даже взимавшая плату за его использование.

#### Эфиопия
Использование Skype в Эфиопии расценивалось как тяжкое уголовное преступление с наказанием до 15 лет лишения свободы. Со слов эфиопских властей, это было связано с проблемами национальной безопасности, а также для защиты монополии государства на коммуникационные сервисы, ибо единственным поставщиком связи в нём является «Ethio Telecom»

#### Ответные действия со стороны Skype
В ответ на попытки запрета Skype его разработчики начали внедрять в программу средства маскировки трафика для обхода блокировки VoIP. Кроме того, Skype может работать с прокси-серверами, VPN, а также анонимными сетями I2P и Tor, что практически сводит на нет эффективность его блокировки.

### Критика
При некоторых обстоятельствах (широкий канал, глобальный IP-адрес, постоянное включение и т. п.) компьютер клиента мог использоваться (до 2012 года) как сервер сети (режим суперузла), что приводило к существенной загрузке компьютера и большому трафику. Пользователь при этом не получал уведомлений и не имел штатных средств в программе для запрета такого действия. В версии для платформы Windows эту функцию можно отключить редактированием реестра либо в групповых политиках Active Directory.
До того, как в мае 2011 года компания Microsoft приобрела Skype, его практически невозможно было прослушать, за что его критиковали спецслужбы многих стран. В то же время сам сервис не раз обвинялся в шпионаже в пользу США и Китая. В 2013 году стало известно о том, что российские спецслужбы могут не только прослушивать, но и определять местоположение пользователя Skype. В китайской версии Skype встроена специальная функциональность для фиксирования действий пользователя на клавиатуре, проверки текстов на содержание в них нежелательных слов и пересылки собранных логов в государственные службы.
На конференции Black Hat Europe 2006, посвящённой вопросам информационной безопасности, был представлен анализ Skype. Среди прочего там были отмечены:
- интенсивное использование антиотладочных приёмов и обфусцированного кода;
- постоянная передача данных (даже в ситуациях, когда сама программа находится в режиме ожидания).

В 2007 году Крис Касперски активно критиковал Skype за закрытость, маскировку трафика и использование антиотладочных приёмов, что, по его мнению, позволяет использовать сервис как переносчик вирусов.
В феврале 2007 года стало известно об ошибке, в результате которой Skype создаёт в каталоге для временных файлов файл 1.com, который позволяет считывать информацию из BIOS. Согласно информации из официального блога, это было вызвано использовавшейся в подключаемом модуле Skype Extras Manager системы безопасности, изготовленной фирмой EasyBits Software, которая таким образом получала серийный номер материнской платы для однозначной идентификации компьютера. Данная система не используется в версиях 3.0.0.216 и старше.
Как и любая сеть, работающая по принципу P2P, Skype подвержен вирусным эпидемиям. Уже известны случаи распространения вредоносных программ, перехватывающих и записывающих разговоры в Skype.
14 ноября 2012 года в сервисе голосовой и видеосвязи Skype обнаружили критическую уязвимость, которая позволяет взломать любой аккаунт, зная лишь почту, на которую зарегистрирован этот аккаунт.
18 мая 2013 года группа немецких исследователей уличила Skype в анализе отправляемых мгновенных сообщений между пользователями. Исследователи утверждают, что отправка ссылок с помощью мгновенных сообщений в клиенте может привести к раскрытию конфиденциальной информации.
11 июня 2013 года Эдвард Сноуден раскрыл информацию об американской системе слежения PRISM, которая позволяла следить за пользователями Skype и прослушивать их переписку и звонки в программе, реакцией на это стало появление открытого протокола коммуникаций Tox.
Инвестор Марк Тлущ, в прошлом вкладывавший деньги в Skype, предположил, что тот стал «упущенной возможностью», его бывшие сотрудники в итоге не сделали много успешных IТ-компаний. В сравнение с ними бывшие работники PayPal создали SpaceX, Tesla и Palantir, вместе стоящие 100 млрд долларов.
Критики считают, что покупка Microsoft в 2011 году негативно повлияла на Skype. Пользователей оттолкнули смены дизайна интерфейса, лишившие его удобства, нерешённые проблемы со звонками и сообщениями, реклама, неудачная попытка адаптировать под мобильные устройства. Microsoft была слишком сконцентрирована на добавлении эмодзи и конкуренции с растущими WhatsApp, Snapchat, FaceTime и Facebook Messenger. В 2020 году во время пандемии из-за неудач Skype произошёл взлёт Zoom, а корпорация сделала ставку на Teams.